# Jürgen Ciezki
Jürgen Ciezki (* 27. Mai 1952 in Schwerin als Jürgen Krüger; † 1. September 2021) war ein deutscher Gewichtheber, der nach der Flucht seiner Eltern nach West-Berlin von der Staatssicherheit von dort entführt wurde. Ciezki gewann bei Welt- und Europameisterschaften zwischen 1974 und 1980 mehrere Medaillen in der 2. Schwergewichtsklasse (bis 110 kg Körpergewicht).

## Eltern und Entführung
Jürgen Ciezki kam als Sohn von Susanne und Bruno Krüger in Schwerin auf die Welt. Seine Eltern waren ehemalige Mitarbeiter des DDR-Staatsicherheitsdienstes (Stasi), die im Jahr nach seiner Geburt nach West-Berlin flohen. Er wurde am 8. Oktober 1954 von Anneliese Schultz, deren Mutter und Anna Woizeschke im Auftrag der Stasi entführt und nach Ost-Berlin zurückgebracht. In der gleichen Nacht wurde sein Vater überwältigt und eingerollt in einen Teppich über die Grenze gebracht. Seine Mutter, die sich trotz entsprechender Angebote der US-amerikanischen Schutzmacht geweigert hatte, West-Berlin ohne ihren Sohn zu verlassen, wurde am 16. März 1955 verschleppt.
Susanne und Bruno Krüger wurden vom Obersten Gericht der DDR am 4. August 1955 nach nur eintägiger Verhandlung zum Tode verurteilt,  nachdem das SED-Politbüro das von der Stasi festgesetzte Urteil am 14. Juni 1955 bestätigt hatte. Das Urteil gegen beide Eltern wurde am 14. September 1955 vollstreckt. Ihr Sohn Jürgen erfuhr vom Schicksal seiner Eltern erst im Oktober 2011 aus den Unterlagen der Stasi. Jürgen Krüger wurde nach einem Aufenthalt in einem Kinderheim Pflegeeltern übergeben. Sein Adoptivvater Kurt Ciezki war ein Mitarbeiter der Generalstaatsanwaltschaft der DDR.

## Werdegang
Jürgen Ciezki, der den Beruf eines Elektroschlossers erlernte, begann als Jugendlicher 1967 mit dem Gewichtheben. Als sich sein großes Talent abzeichnete, wurde er zum TSC Berlin delegiert. Bereits mit 18 Jahren stand er bei einer Größe von 1,80 Metern im 2. Schwergewicht, das ein Gewichtslimit von 110 kg hatte. 1970 belegte er bei der Junioren-Meisterschaft der DDR im 2. Schwergewicht mit 367,5 kg im olympischen Dreikampf (OD) den 2. Platz. 
Ein Jahr später, 1971, wurde er Juniorenmeister der DDR in der 2. Schwergewichtklasse und steigerte sich dabei auf 425 kg im OD. Ab diesem Zeitpunkt wurde er auf Veranlassung von Sektionsarzt Eckhard Wolf mit Oral-Turinabol gedopt. Noch im gleichen Jahr zeigte er sich bei einem Juniorenturnier im bulgarischen  Sliwen mit 440 kg im OD weiter verbessert. Diese Leistung pulverisierte er allerdings schon bei der DDR-Meisterschaft 1972, als er sich im OD auf 522,5 kg steigerte und damit den 1. Platz belegte. Nach den Olympischen Spielen 1972 wurde das Drücken abgeschafft und es wird seitdem nur mehr ein Zweikampf, bestehend aus dem Reißen und dem Stoßen, ausgetragen. Jürgen Ciezki erzielte in dieser neuen Wettkampfform 1972 bei einem internationalen Turnier in Havanna 335 kg (145–190) und siegte damit vor dem sowjetischen Sportler Tarkil, 315 kg. Diese Leistung steigerte er noch 1972 bei einem Junioren-Länderkampf DDR gegen Polen auf 345 kg (155–190).
Im Jahre 1973 steigerte sich Jürgen Ciezki bei der DDR-Meisterschaft auf 357,5 kg und belegte damit hinter Helmut Losch, 362,5 kg und vor Peter Käks, 350 kg, den 2. Platz. 1974 wurde er dann im 2. Schwergewicht mit 362,5 kg (162,5–200) wieder DDR-Meister. Er verwies dabei Peter Käks mit 345 kg auf den 2. Platz. Im Jahre 1974 wurde er dann erstmals bei einer internationalen Meisterschaft eingesetzt. Bei der Europameisterschaft in Warna erzielte er im 2. Schwergewicht 370 kg (165–205) und gewann damit hinter Waleri Ustjuschin aus der UdSSR, 390 kg und Walentin Christow aus Bulgarien, 387,5 kg, den 3. Platz. Im gleichen Jahr kam er auch bei der Weltmeisterschaft in Manila zum Einsatz. Er erzielte dort die neue persönliche Bestleistung von 377,5 kg (165–212,5), mit der er hinter Wassili Ustjuschin Vize-Weltmeister wurde und dabei den zweiten sowjetischen Starter Juri Saizew auf den 3. Platz verwies. Im Stoßen gelang ihm dabei der größte Erfolg seiner Laufbahn, denn mit 212,5 kg gewann er den Weltmeistertitel, weil er etwas leichter war als Ustjuschin, der die gleiche Last bewältigte.
1975 stand nach dem Gewinn seines dritten DDR-Meistertitels der Start bei der Welt- und Europameisterschaft in Moskau auf dem Programm. Jürgen Ciezki erzielte in Moskau im Zweikampf 390 kg (170–220) und belegte damit sowohl bei der Welt- als auch bei der Europameisterschaft hinter dem mit 417,5 kg Weltrekord hebenden Walentin Christow und dem etwas leichteren sowjetischen Sportler Wassili Moscheikow, der wie er 390 kg hob, den 3. Platz.
Im Jahre 1976 erzielte Jürgen Czieki bei der Europameisterschaft in Berlin (Ost) mit 395 kg (170–225) die beste Zweikampfleistung seiner Laufbahn. Er kam mit dieser Leistung hinter Walentin Christow, 415 kg und Juri Saizew, UdSSR, 400 kg, auf den 3. Platz. Auf Grund dieser Leistung fuhr er sehr zuversichtlich zu den Olympischen Spielen in Montreal. Dort war er aber in keiner guten Form und erzielte im Zweikampf nur 372,5 kg (162,5–210). Mit dieser Leistung belegte er ursprünglich nur den 7. Platz, rückte aber nachträglich wegen der Disqualifikation von zwei vor ihm liegenden Athleten wegen Dopings auf den 5. Platz vor. U. a. wurde dabei auch der ursprüngliche Olympiasieger Walentin Christow disqualifiziert.
Bei der Welt- und Europameisterschaft 1977 in Stuttgart machten wieder Walentin Christow, der nur eine unverständlich kurze Dopingsperre erhielt, Juri Saizew und Jürgen Ciezki den Welt- und Europameister unter sich aus. Jürgen Ciezki wurde dabei mit 390 kg (172,5–217,5) dritter Sieger hinter Christow und Saizew. Im Jahre 1978 fehlte Christow verletzungsbedingt. Jürgen Ciezki belegte deshalb in diesem Jahr sowohl bei der Europameisterschaft in Havířov, als auch bei der Weltmeisterschaft in Gettysburg mit 380 kg (170–210) bzw. mit 385 kg (170–215) hinter Juri Saizew, 402,5 kg (177,5–225) bzw. 402,5 (172,5–230) den 2. Platz.
Im Jahre 1979 fiel Jürgen Ciezki verletzungsbedingt aus. Er feierte aber 1980 beim Meißener Turnier Pokal der blauen Schwerter im 2. Schwergewicht ein gelungenes Comeback, als er mit 375 kg (165–210) hinter dem Ungarn György Szalay, 377,5 kg, den 2. Platz belegte. Bei der danach stattfindenden Europameisterschaft in Belgrad erzielte er schon wieder 390 kg im Zweikampf und belegte damit den 3. Platz hinter dem neuen sowjetischen Starheber Leonid Taranenko, 420 kg u. Walentin Christow, 402,5 kg. Dies war der letzte Start von Jürgen Ciezki bei einer internationalen Meisterschaft, denn bei den Olympischen Spielen in Moskau war er nicht mehr dabei, inzwischen war er durch „die Einnahme von unterstützenden Mitteln“ an einer Leberentzündung erkrankt.

## Internationale Erfolge
(OS = Olympische Spiele, WM = Weltmeisterschaft, EM = Europameisterschaft, OD = olympischer Dreikampf, ZK = Zweikampf, 2S = 2. Schwergewicht, bis 110 kg Körpergewicht)
- 1971, 3. Platz, Intern. Juniorenturnier in Sliwen, 2S, OD, mit 440 kg, hinter György Szalay, Ungarn, 460 kg u. Tadeusz Rutkowski, Polen, 450 kg;
- 1972, 1. Platz, Pokalturnier in Berlin (Ost), 2S, OD, mit 515 kg (170-155-190), vor Jürgen Heuser, DDR, 470 kg;
- 1972, 1. Platz, Intern. Turnier in Havanna, 2S, ZK, mit 335 kg (145–190), vor Tarkil, UdSSR, 315 kg u. Iliew, Bulgarien, 255 kg;
- 1973, 1. Platz, Intern. Turnier in Berlin (Ost), 2S, ZK, mit 355 kg, vor Helmut Losch, DDR, 345 kg u. Peter Käks, DDR, 340 kg;
- 1974, 2. Platz, Turnier der Freundschaft in Jerewan, 2S, ZK, mit 375 kg (165–210), hinter Waleri Ustjuschin, UdSSR, 377,5 kg u. vor Walentin Christow, Bulgarien, 362,5 kg;
- 1974, 3. Platz, EM in Warna, 2S, ZK, mit 370 kg (165–205), hinter Waleri Ustjuschin, 390 kg u. Walentin Christow, 387,5 kg, vor Stefan Grützner, DDR, 362,5 kg u. Dieter Westphal, BRD, 360 kg;
- 1974, 3. Platz, WM in Manila, 2S, ZK, mit 377,5 kg (165–212,5), hinter Wassili Ustjuschin, UdSSR, 380 kg u. vor Juri Saizew, UdSSR, 367,5 kg;
- 1975, 3. Platz, WM + EM in Moskau, 2S, ZK, mit 390 kg(170–220), hinter Walentin Christow, 417,5 kg (180–237,5) u. Wassili Moscheikow, UdSSR, 390 kg;
- 1976, 3. Platz, EM in Berlin (Ost), 2S, ZK, mit 395 kg (170–225), hinter Walentin Christow, 415 kg u. Juri Saizew, 400 kg;
- 1976, 5. Platz, OS in Montreal, 2S, ZK, mit 372,5 kg (162,5–210); Sieger: Juri Saizew, 385 kg vor Krastju Semerdschiew, Bulgarien, 385 kg;
- 1977, 1. Platz, Turnier in Wilna, 2S, ZK, mit 370 kg (160–210), vor Metschius, UdSSR, 367,5 kg u. Tadeusz Rutkowski, 355 kg;
- 1977, 2. Platz, Großer Preis von Berlin (Ost), 2S, ZK, mit 370 kg, hinter Johannes Kieslich, DDR, 382,5 kg;
- 1977, 1. Platz, Baltic-Cup in Stralsund, 2S, ZK, mit 385 kg (167,5–217,5), vor Peter Käks, 380 kg;
- 1977, 3. Platz, WM + EM in Stuttgart, 2S, ZK, mit 390 kg (172,5–217,5), hinter Walentin Christow, 405 kg u. Juri Saizew, 395 kg;
- 1978, 2. Platz, EM in Havířov, 2S, ZK, mit 380 kg (170–210), hinter Juri Saizew, 402,5 (177,5–225) u. vor Leif Nilsson, Schweden, 375 kg;
- 1978, 2. Platz, Turnier der blauen Schwerter in Meißen, 2S, ZK, mit 385 kg (170–215), hinter Oganessjan, UdSSR, 385 kg;
- 1978, 2. Platz, WM in Gettysburg, 2S, ZK, mit 385 kg (170–215), hinter Juri Saizew, 402,5 (172,5–230) u. vor Leif Nilsson, 385 kg;
- 1980, 2. Platz, Turnier der blauen Schwerter in Meißen, 2S, ZK, mit 375 kg (165–210), hinter György Szalay, 377,5 kg u. vor Jan Niedzwiecki, Polen, 365 kg;
- 1980, 3. Platz, EM in Belgrad, 2S, ZK, mit 390 kg, hinter Leonid Taranenko, UdSSR, 420 kg u. Walentin Christow, 402,5 kg

## WM-Einzelmedaillen
- Goldmedaillen: 1974/Stoßen
- Silbermedaillen: 1974/Reißen, 1977/Reißen, 1978/Stoßen
- Bronzemedaillen: 1975/Reißen, 1975/Stoßen, 1978/Reißen

## EM-Einzelmedaillen
- Silbermedaillen: 1974/Reißen, 1977/Reißen, 1978/Reißen
- Bronzemedaillen: 1974/Stoßen, 1975/Reißen, 1975/Stoßen, 1976/Reißen, 1976/Stoßen, 1978/Stoßen, 1980/Stoßen

## DDR-Meisterschaften
- 1972, 1. Platz, 2S, OD, mit 522,5 kg, vor Grohnwald, 455 kg,
- 1973, 2. Platz, 2S, ZK, mit 357,5 kg, hinter Helmut Losch, 362,5 kg u. vor Peter Käks, 350 kg,
- 1974, 1. Platz, 2S, ZK, mit 362,5 kg, vor Peter Käks, 345 kg,
- 1975, 1. Platz, 2S, ZK, mit 385 kg, vor Peter Käks u. Helmut Losch,
- 1976, 1. Platz, 2S, ZK, mit 390 kg, vor Peter Käks u. Helmut Losch,
- 1977, 1. Platz, 2S, ZK, mit 360 kg (nur 1 Teilnehmer),
- 1978, 1. Platz, 2S, ZK, mit 375 kg, vor Hartmut Töpfer, 310 kg